# Aenictus mvuvii
Aenictus mvuvii (лат.) — вид муравьёв-кочевников, принадлежащий к роду Aenictus. Назван в честь американского мирмеколога Брайана Фишера (Dr. Brian Fisher; «mvuvi» на суахили), внесшего вклад в изучение тропической мирмекофауны, который вдохновил автора на пересмотр рода и предоставил исключительно ценный материал.

## Распространение
Западная и центральная Африка.

## Описание
Длина рабочих около 3 мм. Основная окраска красновато-коричневая (ноги светлее). Тело покрыто длинными отстоящими волосками. Голова, переднеспинка, среднеспинка, брюшко и ноги гладкие. Мандибулы сильно морщинистые; мезо- и метаплевры, проподеум, петиоль и постпетиоль сетчатые. Сочетание линейной формы жвал и наклонной волосистости делают этот вид хорошо отличающимся от других. Длина головы рабочих (HL) 0,49—0,62 мм; ширина головы (HW) — 0,44—0,59 мм; длина скапуса усика (SL) — 0,26—0,40 мм; индекс скапуса — около 60. Скапус усика короткий, не достигает задний край головы, едва заходят за середину головы в отведенном назад положении. Стебелёк между грудкой и брюшком у рабочих состоит из двух члеников. Проподеальное дыхальце расположено в верхней боковой части заднегруди. Голени с двумя шпорами. Жало развито. Вид был впервые описан в 2022 году испанским мирмекологом Кико Гомесом (Kiko Gómez, Барселона, Испания) по материалу рабочих особей из Африки. Включён в состав видовой группы Aenictus eugenii (мандибулы линейные, в закрытом состоянии оставляют щель между собой и наличником; наличник редуцирован до двух треугольных мелких зубцов), где близок к виду Aenictus eugenii, отличаясь скапусом с густыми щетинками, которые короче ширины скапуса, без стоячих или полуотстоящих щетинок, длина которых намного превышает максимальную ширину скапуса; мезосома покрыта почти равными наклонными короткими щетинками, короче высоты петиоля.